# Monumento conmemorativo a John Boyle O'Reilly
El John Boyle O'Reilly Memorial de Daniel Chester French es un monumento instalado a lo largo del Fenway, cerca de la intersección de Boylston Street, en la ciudad de Boston el estado de Massachusetts (Estados Unidos). Fue creado en 1896 para honrar al escritor y activista nacido en Irlanda John Boyle O'Reilly poco después de su muerte en 1890.

## Descripción
El monumento presenta un busto de bronce del escritor y activista John Boyle O'Reilly y un grupo de figuras alegóricas de bronce que representa a Erin sentada entre sus hijos Patriotismo y Poesía. El busto mide aproximadamente 83 cm x 68,5 cm x 40,6 cm, y el grupo de figuras mide aproximadamente 1,8 m x 2,1 m x 1 m. La pared de granito Barre es de unos 3 m de alto y 1,98 m de ancho, y la base está hecha de granito rosa Milford.

## Historia

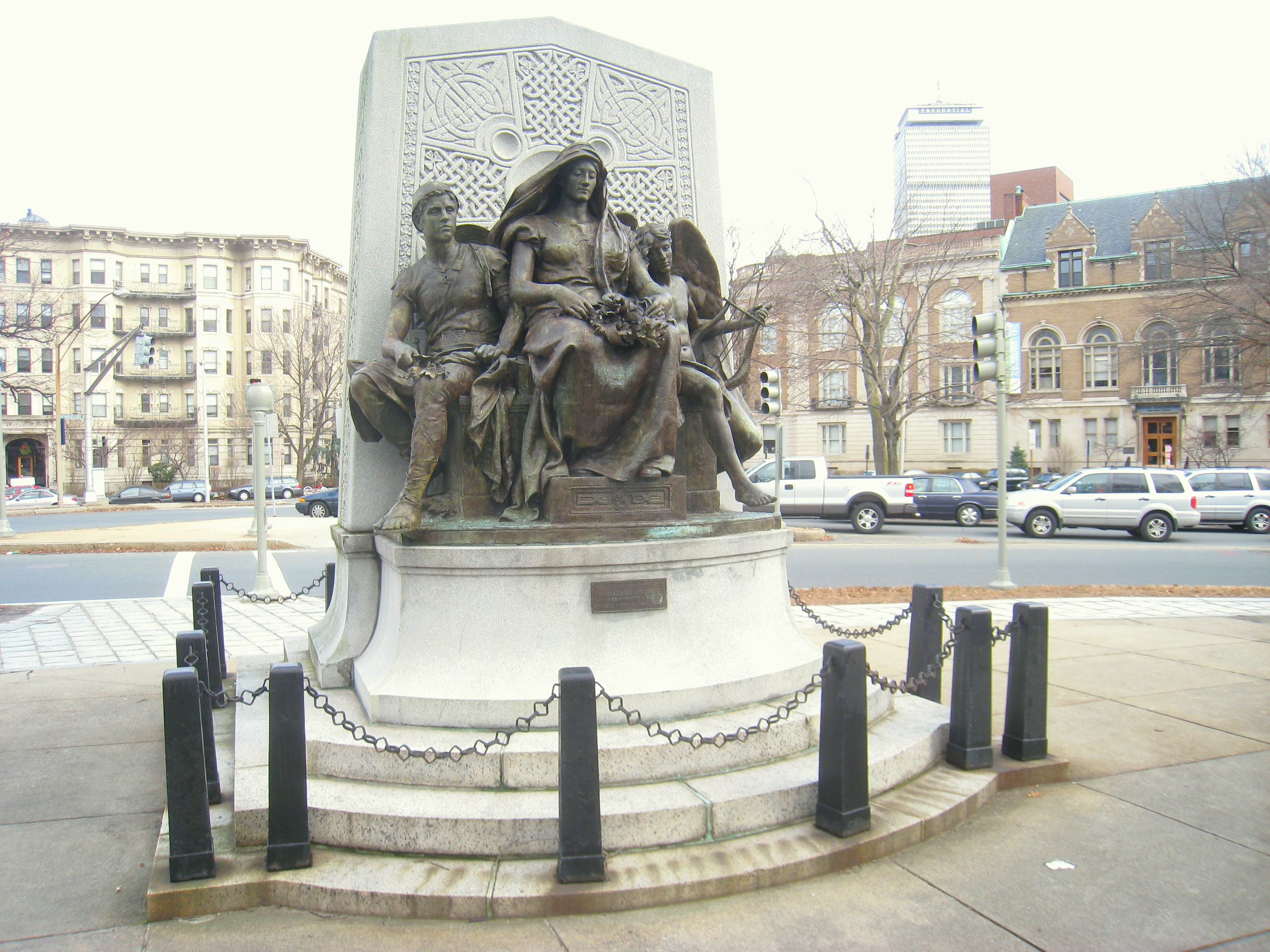
El monumento en 2009

John Boyle O'Reilly era un escritor popular que había ayudado a crear la imagen de Boston como un lugar lleno de gente y cultura irlandesa e invitó a luminarias irlandesas como Oscar Wilde a la ciudad y organizó mítines de recaudación de fondos para revolucionarios irlandeses como Charles Stewart Parnell. Su repentina muerte a los 46 años el 10 de agosto de 1890 conmocionó a sus admiradores y amigos, quienes pronto recaudaron 22 000 para un memorial después de una reunión masiva en Tremont Temple. El Comité Conmemorativo de John Boyle O'Reilly seleccionó a Daniel Chester French como el escultor sin abrir la comisión a la competencia y le ordenó que creara "un monumento adecuado al genio y la hombría de John Boyle O'Reilly". O'Reilly invitó a Charles Howard Walker a colaborar en el aspecto arquitectónico del diseño.
Al ver el diseño inicial, la viuda de O'Reilly "expresó gran admiración y deleite en la concepción del escultor", según un informe. El Comité aceptó el diseño en septiembre de 1893, otorgando a Francia la autoridad final sobre cualquier cambio, y solicitó su finalización en dos años. En cambio, French se tomó cerca de tres años mientras actualizaba varios detalles en el diseño, incluida la adición de una armadura a la figura de Patriotism, que originalmente estaba desnuda, y el cambio de un arpa por un laúd para la figura de Poetry. El escultor Lorado Taft, que vio el trabajo en curso en el estudio de French, dijo del diseño que "es magnífico" y que era un "arte maravilloso" que ocultaba más arte.
El memorial se fundió en 1896 y se inauguró el 20 de junio de ese año. Fue encuestado por el programa " Save Outdoor Sculpture! " del Instituto Smithsoniano en 1993.